# 日本とギニアの関係
日本とギニアの関係（フランス語: Relations entre la Guinée et le Japon、英語: Japan–Guinea relations） では、日本とギニアの関係について概説する。

## 両国の比較
|             | ギニア                      | 日本                           | 両国の差                |
| ----------- | --------------------------- | ------------------------------ | ----------------------- |
| 人口        | 1277万1246人（2019年）      | 1億2626万人（2019年）          | 日本はギニアの約9.9倍   |
| 国土面積    | 24万5857 km²                | 37万7972 km²                   | 日本はギニアの約1.5倍   |
| 首都        | コナクリ                    | 東京都                         |                         |
| 最大都市    | コナクリ                    | 東京都区部                     |                         |
| 政体        | 共和制 大統領制             | （民主制）議院内閣制           |                         |
| 公用語      | フランス語                  | 日本語（事実上）               |                         |
| 国教        | なし                        | なし                           |                         |
| GDP（名目） | 122億9666万米ドル（2019年） | 5兆819億6954万米ドル（2019年） | 日本はギニアの約413.3倍 |

## 歴史

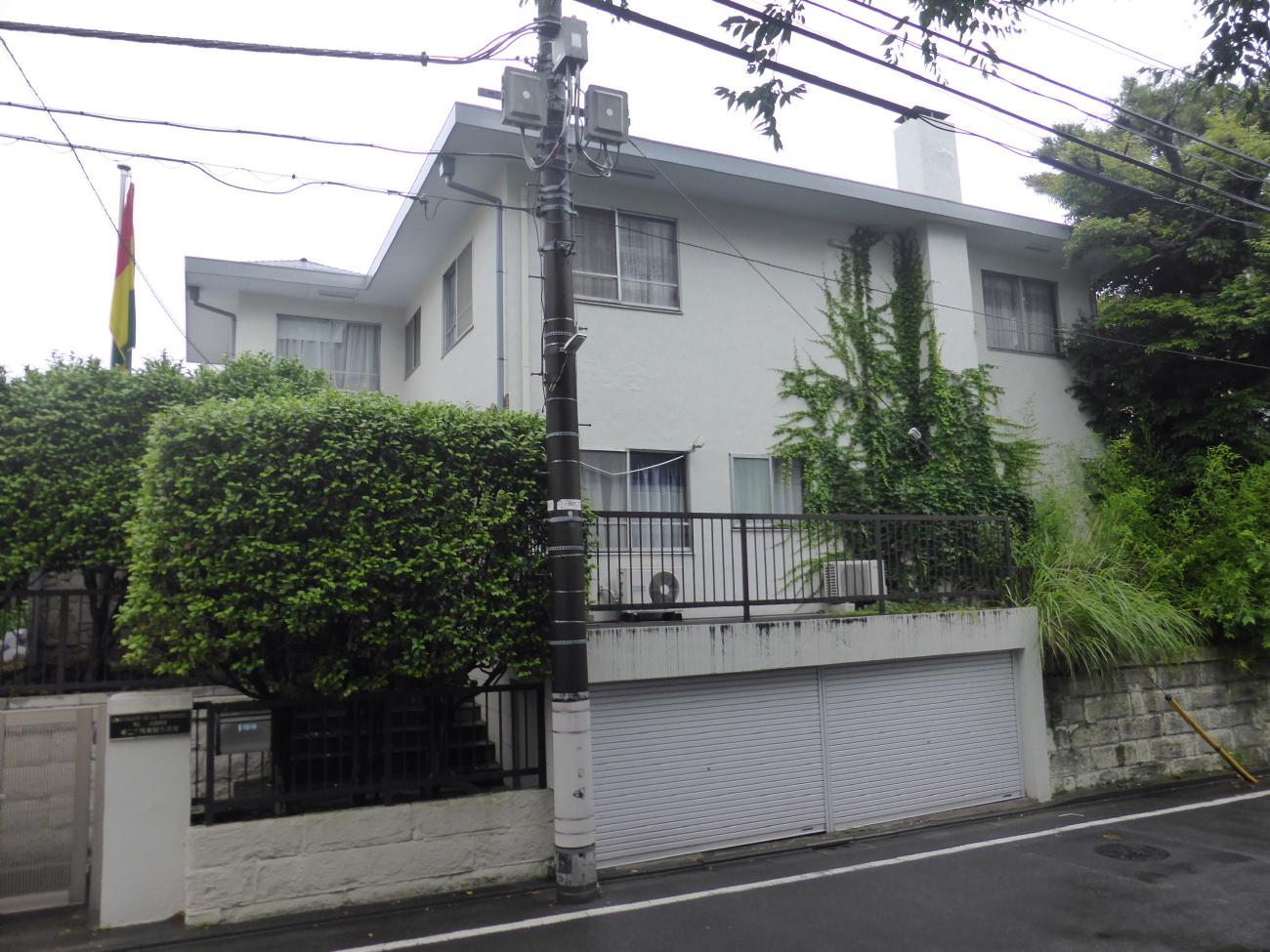
駐日ギニア大使館全景（東京）

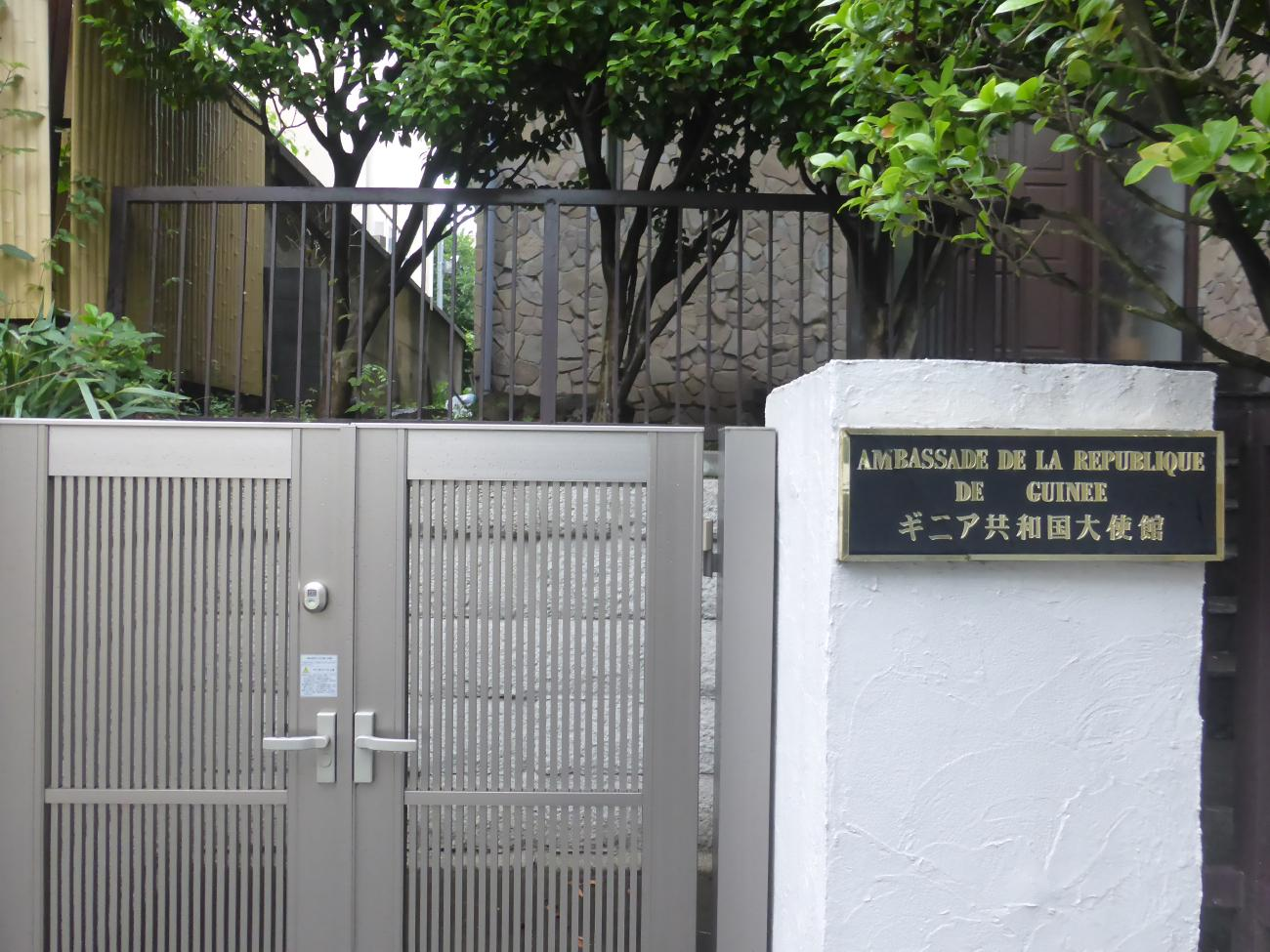
駐日ギニア大使館の表札

1958年、ギニアは国民投票を経て他のアフリカ諸国に比べいち早くフランスから独立すると、日本は同年11月14日にこれを承認し、外交関係を樹立した。しかしその後、ギニアは旧宗主国であったフランスと1965年に断行を実施し、これを契機として初代大統領セク・トゥーレは社会主義体制を敷く。またマリやガーナと協力してアフリカ諸国連合を結成し、ギニアビサウ独立戦争の支援をきっかけにポルトガルとは戦闘を行うなど（緑海作戦）、西側先進国と外交的に距離を置いた。そのため日本との本格的な交流開始は1970年代まで待たなければならず、1972年12月に東京に駐日ギニア大使館が開設され、1976年1月にはコナクリに在ギニア日本国大使館を開設した。なお、1972年の駐日大使常駐開始まで、ギニアはモスクワの駐ソ連邦大使が日本を兼轄していた。
1984年以降は、無血クーデターによって軍が政権を奪取すると自由主義・資本主義の体制へと転じ、ギニアは世界銀行やフランス・日本を含む主要各国からの援助を受け始めた。2014年にはリベリア・シエラレオネとともにエボラ出血熱流行の最大の被害国となったが（2014年の西アフリカエボラ出血熱流行）、日本はそれに対し薬剤・防護服・検査キットの供給や専門家の派遣、資金提供や医療機材の整備など緊急の支援を多数行っている。

## 現況
2013年6月には第四代ギニア大統領アルファ・コンデが、アフリカ開発会議の為に初訪日。2017年6月には実賓として再訪日し、当時の内閣総理大臣であった安倍晋三と首脳会談を実施した。そこでは、北朝鮮核問題や捕鯨問題について意見が交わされたほか、ギニアは大阪の2025年国際博覧会招致に支持を表明。またギニアはエボラ流行の経験国である事から、それを踏まえて「医療機材の供与（経済社会開発計画）に係る交換文書」に署名がなされ、経済や安全保障面でも協力を促す「日・ギニア共同声明」も発表された。2019年8月にもアルファ・コンデは三度訪日し、首脳会談を実施して協力関係を確認している。
経済的には、ギニアにとって日本はアメリカ合衆国やフランスなどに次ぐ主要な開発援助国である。2018年までの累計援助実績は850億円を超えており、支援内容はかねてから水産関係が多かった。漁港の整備や、水産品を輸送する為の幹線道路の整備などが主である。しかしエボラ出血熱流行以降は公衆衛生の面でも日本の貢献度は高く、2020年には日本の支援によるギニア国立公衆衛生研究所の建設が決定した。
貿易に関しては、2019年の対日輸出は3750万円に対し対日輸入額は11億5149万円に上るなど、ギニア側の大幅赤字である。ただし、ギニアは資源大国で金や銅を産出し、僅かながら日本にもそれらを供給している。日本の工業製品にこれら金属は欠かせず、重要な貿易相手である。また、アルミニウムの原料となるボーキサイトは世界の埋蔵量の約半分を擁し、ダイヤモンドや鉄鉱石も産出、さらには海洋・河川ともに漁業資源にもギニアは恵まれている。その事から開発可能性は高く、「日・ギニア・ビジネスフォーラム」ではギニア大統領自らが日本企業に対し投資を呼び掛けている。
文化交流としては、ギニアにはチンパンジーを始めとする霊長類が生息しており、日本の研究調査団が何度か現地に派遣され生態調査を実施している。またスポーツ面では柔道や空手が普及していることから、道着や機材の供与、施設の整備なども何度か実施された。

## 外交使節

### 駐日ギニア大使
| 代 | 氏名                                   | 在任期間        | 備考                                              |
| -- | -------------------------------------- | --------------- | ------------------------------------------------- |
| 1  | ヨロ・ディアール                       | 1970年 - 1972年 | 特命全権大使 信任状捧呈は6月9日 初代 モスクワ常駐 |
| 2  | ママディ・ラミネ・コンデ               | 1972年 - 1980年 | 特命全権大使 信任状捧呈は12月27日                 |
| 3  | マンディウ・トゥレ                     | 1980年 - 1985年 | 特命全権大使 信任状捧呈は9月16日                  |
| 4  | バンガリ・ダボ                         | 1985年 - 1987年 | 特命全権大使 信任状捧呈は1月23日                  |
| 5  | エル・ハーッジ・ブバカル・バリー       | 1987年 - 1992年 | 特命全権大使 信任状捧呈は10月8日                  |
| 6  | ザイヌール・アビディンヌ・サヌッシ     | 1992年 - 1996年 | 特命全権大使 信任状捧呈は7月29日                  |
| 7  | アルファ・ウマール・ラフィウー・バリー | 1997年 - 2002年 | 特命全権大使 信任状捧呈は2月18日                  |
|    | ジャン・ピエール・ディアワラ           | 2002年 - 2003年 | 臨時代理大使                                      |
| 8  | ティアム・ウスマン・トロ               | 2003年 - 2007年 | 特命全権大使 信任状捧呈は1月22日                  |
|    | ブレイズ・パスカル・ケイタ             | 2007年          | 臨時代理大使                                      |
| 9  | モハメッド・ラミーヌ・トゥーレ         | 2007年 - 2013年 | 特命全権大使 信任状捧呈は8月23日                  |
|    | トウーレ・モハメッド・ンファ           | 2013年          | 臨時代理大使                                      |
|    | ブレイズ・パスカル・ケイタ             | 2013年          | 臨時代理大使                                      |
| 10 | サンクン・シラ                         | 2013年 - 2022年 | 特命全権大使 信任状捧呈は5月24日 旭日重光章受章   |
|    | ムッサ・ファンタ・カマラ               | 2022年 - 2024年 | 臨時代理大使                                      |
| 10 | ムッサ・ファンタ・カマラ               | 2024年 -        | 特命全権大使 信任状捧呈は6月6日                   |